# Distrito electoral de Anna 3
Anna District 3 (en inglés: Anna District 3 Precinct) es un distrito electoral ubicado en el condado de Union en el estado estadounidense de Illinois. En el Censo de 2010 tenía una población de 999 habitantes y una densidad poblacional de 158,67 personas por km².

## Geografía
Anna District 3 se encuentra ubicado en las coordenadas 37°26′36″N 89°13′2″O / 37.44333, -89.21722. Según la Oficina del Censo de los Estados Unidos, Anna District 3 tiene una superficie total de 6.3 km², de la cual 6.15 km² corresponden a tierra firme y (2.34%) 0.15 km² es agua.

## Demografía
Según el censo de 2010, había 999 personas residiendo en Anna District 3. La densidad de población era de 158,67 hab./km². De los 999 habitantes, Anna District 3 estaba compuesto por el 95.7% blancos, el 1% eran afroamericanos, el 1.1% eran amerindios, el 0.4% eran asiáticos, el 0% eran isleños del Pacífico, el 0.8% eran de otras razas y el 1% pertenecían a dos o más razas. Del total de la población el 2.6% eran hispanos o latinos de cualquier raza.